# Piper costulatum
Piper costulatum är en pepparväxtart som beskrevs av C. Dc.. Piper costulatum ingår i släktet Piper och familjen pepparväxter. Inga underarter finns listade i Catalogue of Life.